# Тре-Чіме-ді-Лаворедо
Тре Чіме ді Лаваредо, Три Цінне або Три Зубці (італ. Tre Cime di Lavaredo, нім. Drei Zinnen, букв. «Три зубці (Лаваредо)») — примітний гірський масив у Сестенських Доломітах, зараз на кордоні між італійськими провінцями Беллуно на півдні та Больцано на півночі, а до кінця Першої світової війни — між Італією та Австро-Угорщиною. Саме тому всі географічні особливості мають дві назви — італійську та німецьку.
Найвищою точкою групи є Велика Цінне висотою 2999 м.н.м. (нім. Große Zinne, італ. Cima Grande). Вона розташована між двома іншими головними вершинами — Західною Цінне (нім. Westlichen Zinne, італ. Cima Ovest, 2973 м.н.м.) та Малою Цінне (нім. Kleinen Zinne, італ. Cima Piccola, 2857 м.н.м.). Крім цих помітних кам'яних колон у масиві є і менші вершини, серед яких Пунта ді Фріда (італ. Punta di Frida, 2 792 м.н.м.) та Пройська вежа, вона ж Найменша Цінне (нім. Preußturm, нім. Kleinste Zinne, італ. Torre Preuß, італ. Cima Piccolissima, 2700 м.н.м.).
З часів першого сходження на Велику Цінне 1869 року Три Зубці є одними з найпопулярніших альпіністських цілей Альп. На них розташовані численні маршрути для сходження різних ступенів складності і тому вони є центром альпійського скелелазіння, з якого пішли важливі розвитки в історії цього спорту. Крім того, через легкодоступність вони є привабливими і для масового туризму. Вигляд обривчастих північних стін належить до найвідоміших пейзажів Альп та вважається візитною карткою Доломітів. Під час так званої Гірської війни у Першій світовій війні Три Зубці та їх оточення були частиною фронту між Італією та Австро-Угорщиною з жорстокими боями.

## Розташування та оточення
Три Цінне піднімаються на південному краї широкого плато Цінне з Довгою полониною (нім. Langen Alm, італ. La Grava Longa), альпійським високогір'ям висотою від 2200 до 2400 м.н.м., яке тут утворює завершення долини Ріенци (італ. Valle della Rienza). Там розташовані три маленькі гірські озера Цінне. Ця територія на північ від гір належить спільноті Добб'яко у Південному Тіролі та природному парку Три Зубці (до 2010 року — природний парк Сестенські Доломіти), який з 2009 року включений до Світової спадщини ЮНЕСКО (в складі Доломітових Альп).
Кряж Цінне, витягнутий з заходу на схід, утворює межу спільноти Ауронцо-ді-Кадоре у провінції Беллуно та одночасно мовний кордон між німецькою та італійською мовами. У північно-східному напрямку цей кряж далі веде до сідловини Лаваредо (нім. Paternsattel, італ. Forcella Lavaredo) висотою 2454 м.н.м., де він повертає на північ до гір Пассапорто (нім. Passportenkopf, італ. Croda di Passaporto, 2719 м.н.м.) та Патерн (нім. Paternkofel, італ. Monte Paterno, 2744 м.н.м.). На заході через сідловину Кол ді Меццо (2254 м.н.м.) кряж доходить до гори д'Аргена (2252 м.н.м.).
На північний захід Три Зубці приєднується через сідловину Кол ді Меццо до плато Плано ді Лонгерес над Валле-ді-Рімбіанко, бічною долиною до долини Рієнци. Прямо на південь від Західної Цінни сідловина ді Лонгерес (2235 м.н.м.) відділяє Плано ді Лонгерес від долини Лаваредо, бокової долини до долини П'яви. На південь лежить гірська група Кадіні.
Через сідловину Патерн як найнижчу точку (2454 м.н.м.) розташована вершина Цвьолферкофель, найближча вища за Велику Цінне. Тому відносна висота Великої Цінне становить 545 м, а ізоляція — 4,25 км.
Кортіна-д'Ампеццо, розташоване 17 км на південний захід, є найбільшим містом в оточенні гір. Інші досить великі поселення — Добб'яко 13 км на північний захід та Сан-Кандідо 12 км на північ.

## Прихистки та маршрути

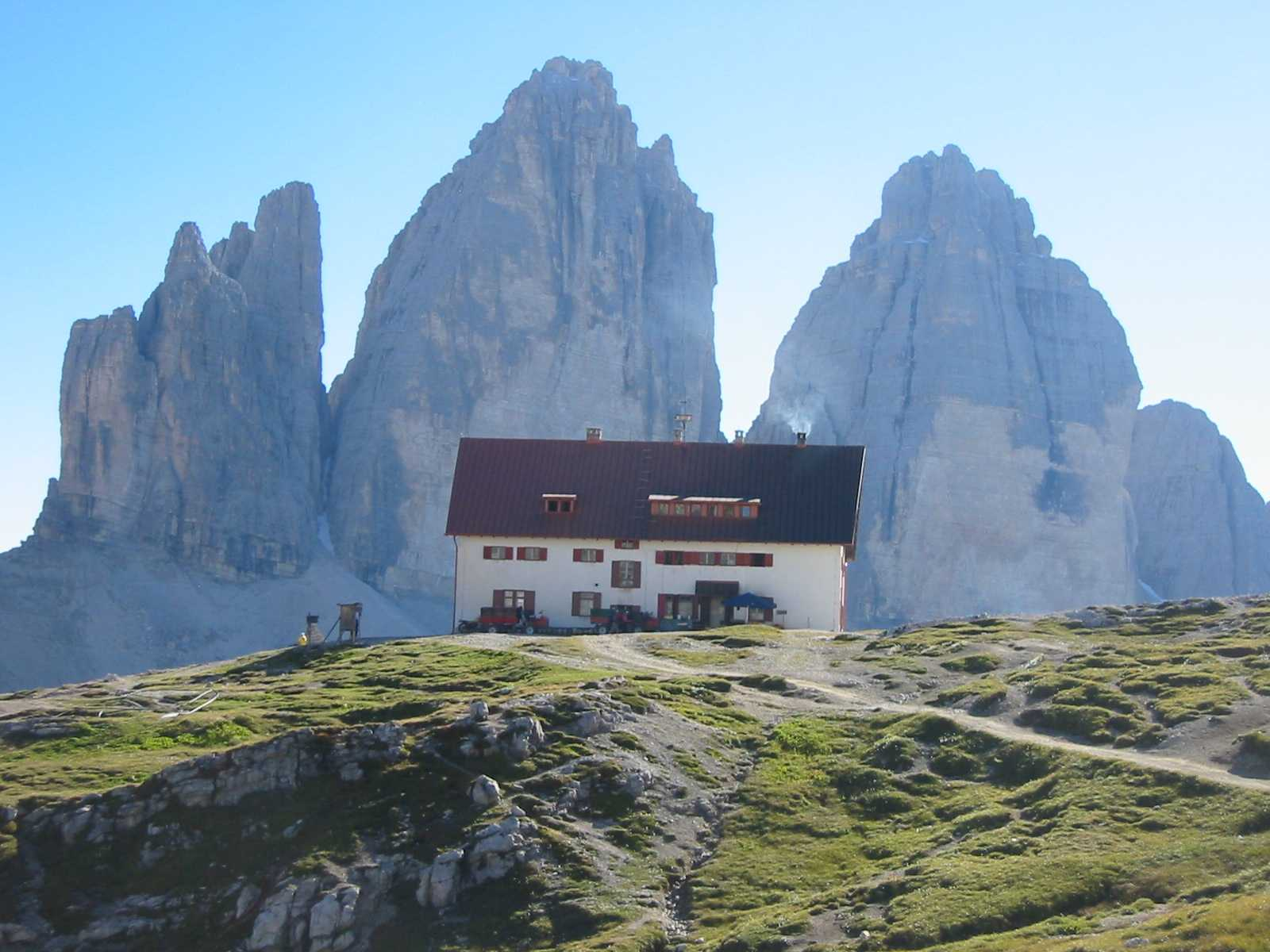
Прихисток Три Цінне на фоні Трьох Цінне

Найлегше доступний прихисток поблизу Трьох Цінне є прихисток Ауронцо (італ. Rifugio Auronzo, 2320 м.н.м.) Італійського альпійського клубу (італ. Club Alpino Italiano, CAI). Він розташований на південь у безпосередній близькості до масиву над сідловиною ді Лонгерес та доступний з розташованого на південний захід готелю Мізуріна, що належить Ауронцо, по асфальтованій платній дорозі або з південного сходу по гірській тропі з долини Лаваредо.
У одному  кілометрі на схід від прихистку Ауронцо по широкій дорозі, на південно-східному підніжжі розташований приватний прихисток Лаваредо (італ. Rifugio di Lavaredo, 2325 м.н.м.).
На північний захід від Трьох Зубців лежить літній фермерський будинок «Довга полонина» (2296 м.н.м.), до якого ведуть тропи з прихистку Ауронцо через сідловину Кол ді Меццо та з півночі з долини Ріенци.
Прихисток Три Цінне, який належить CAI та розташований на висоті 2438 м.н.м. на північний схід від Трьох Зубців, віддалений від масиву на 1 км, але він відомий видом на північні стіни Трьох Зубців. До нього можна дістатися тропою від прихистку Ауронцо через сідловину Патернсаттель. Інші підйоми до цього прихистку ведуть з Сесто зі сходу та з півночі, з присілка Ландро через долину Ріенци та з південного сходу через Довгу полонину.

## Три Зубці

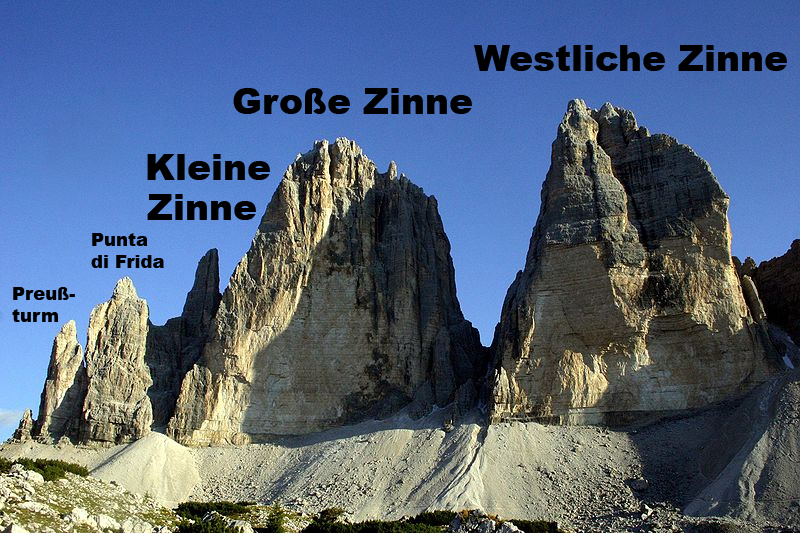
Три Зубці з північного заходу, з Довгої полонини

### Велика Цінне
Велика Цінне, розташована посередині, є найвищою вершиною групи (2999 м.н.м.). Вона має 500-метрову вертикальну або з негативним нахилом північну стіну, яка деколи зараховується до Великих північних стін Альп, хоча і не має крижаних проходів. Її південна сторона значно менш обривчаста, має численні смуги та тераси. По південній стіні на вершину веде найлегший (стандартний) маршрут, який має складність III (UIAA) та також використовується для сходження з гори. Інші відомі маршрути скелелазіння — по північно-східному краю (Дібонаканте, IV+), Дабістебаф (V) по північно-східній стіні та Дюльфер (V+) по західній стіні. Маршрути по північній стіні значно складніші, в першу чергу це Діреттіссіма (інша назва Хассе/Брандлер, VIII+, VI A2), Саксонський маршрут (інша назва Супердіреттіссіма, V A2), Віа Каміллотто Пеллес'є (X, V+ A2), Комічі (VII, V+ A0), ISO 2000 (VIII+), маршрут пам'яті Клаудіо Барб'є (IX- A0), Рододендрон (нім. Alpenrose, IX-) та Фантом Цінне (IX+).
Зі сходу від неї через малозначиму вершину Піраміда (бл. 2630 м.н.м.), Цінненшарте (нім. Zinnenscharte, букв. «зарубки башти») розташована Мала Цінне, а з заходу Велика Цінненшарте утворює перехід до Західної Цінни.

### Західна Цінне

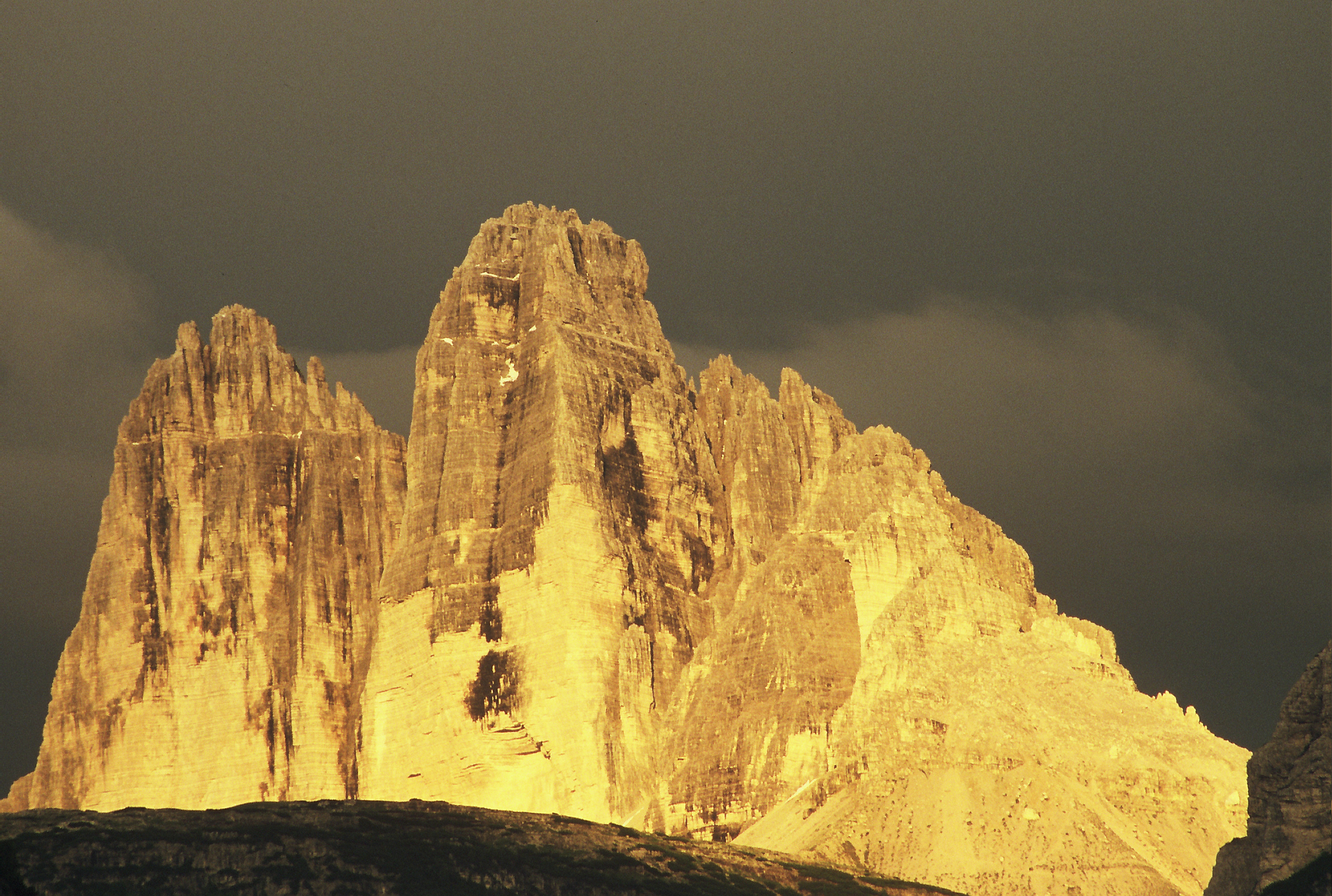
Вид з присілку Ландро на Велику (зліва) та Західну Цінне з підходами до них

Західна Цінне висотою 2973 м.н.м. за формою схожа на Велику Цінне. Однак її північна стіна має ще більш нависаючі ділянки з негативним ухилом, максимальний виступ яких по горизонталі становить 40 над підніжжям стіни, тому іншою назвою для північної стіни Західної Цінне є «Найбільший навіс Альп», а через те, що цей навіс формується уступами з шарів доломіту, її часто також називають «перевернутими велетенськими сходами»; її вигляд є одним з найвідоміших кам'яних утворень Альп.
З півдня та заходу гора оточена масивними підходами — кряжем, який складається з бл. десятка вершин висотою 2536–2865 м.н.м. Він відділений від Західної Цінни сідловиною Кол ді Меццо.
Стандартний маршрут на Західну Цінне веде від Західної Ціннершартепо південно-західній стороні та має складність II, він же використовується для спуску. Важливими альпіністськими маршрутами є Камін Дюльфера (IV) на південній стіні, Іннеркофлер (IV) на східній стіні, Лангл/Льошнер (IV) на північно-східній стіні, Демутканте (північно-східний кант, VII, V+ A0), Дюльфер (IV+) на західній стіні та Шояттолліканте (VIII, V+ A2). Маршрути північної стіни (складніші) — Швейцарський маршрут (VIII+, 6 A3), Кассін/Ратті (VIII, VI- A1), Баур-Дах (VI+ A3), Альпійська любов (IX), маршрут пам'яті Жана Козі (інша назва Французький маршрут, X, 5+ A3), Беллавіста (XI-, IX A3), ПанАрома (XI-, IX A3) und Pressknödl (7c).

### Мала Цінне, Пунта ді Фріда та Пройська вежа

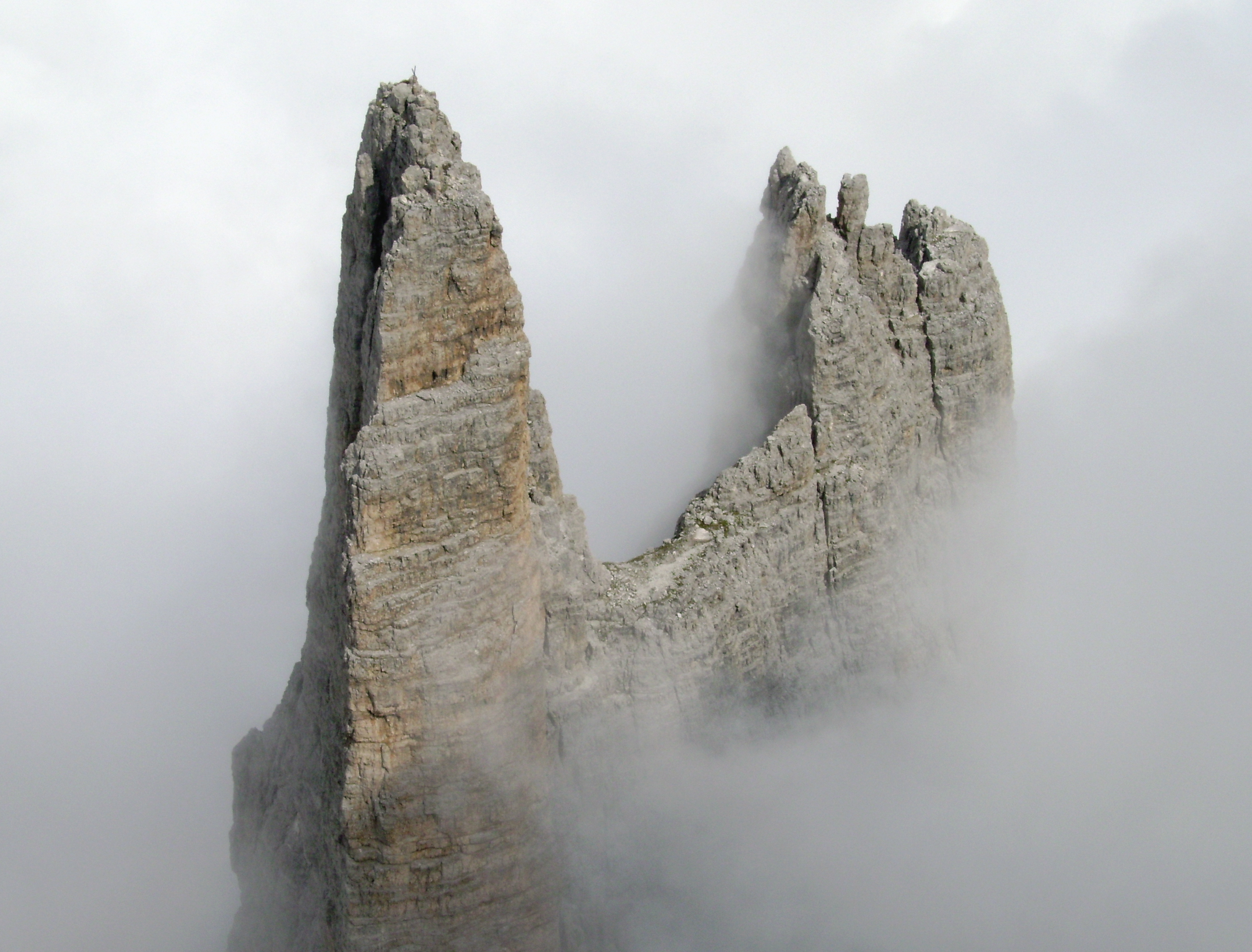
Вершина Малої Цінне, вид з північно-східного канта («Дібонаканте») Великої Цінне. Справа менша вершина Антічіма. Вид на південно-західну стіну зі стандартним маршрутом

Масив Малої Цінне (2857 м.н.м.) у порівнянні з масивами двох інших гір значно більш структурований, його іншими важливими вершинам є Пунта ді Фріда (2 792 м.н.м.) та Пройська вежа (2 700 м.н.м.). Також вартими уваги є Антечіма (італ. Anticima, букв. «передній зубець»), розташована з півдня перед Малою Цінне. Мала Цінне за формою також є значна тонша двох інших.
Стандартний маршрут на вершину йде по південно-західній стіні та зі складністю IV є найскладнішим стандартним маршрутом для всього масиву Трьох Зубців. Інші важливі маршрути — Жовтий кант (VI, V+ A0) по південному канту, Іннеркофлер (IV+) та камін Ферманна (V+) по північній стіні, Лангл/Хорн (V) по східній стіні та Орглер (VI-), Еггер/Саушек (VI+, V+ A0), Етці зустрічається з йєті (VIII+) та Жовта стіна (інша назва — Перли перед свинями, IX-) на південній стіні.
Стандартний маршрут на Пунта ді Фріда — з заходу, складність III, інші важливі маршрути — Дюльфер (IV+) по північній стіні та Целгер (IV) по південно-східній.
Пройська вежа, спочатку відома як Найменша Цінне чи Пунта д'Емма, 1928 року була перейменована на честь її першопідкорювача Пауля Пройса. Важливі маршрути — Пройсрісс з північного сходу (V) та Кассін (VII-, VI A0) і Віа Нобіле (IX+) по південно-східній стіні.

## Геологія

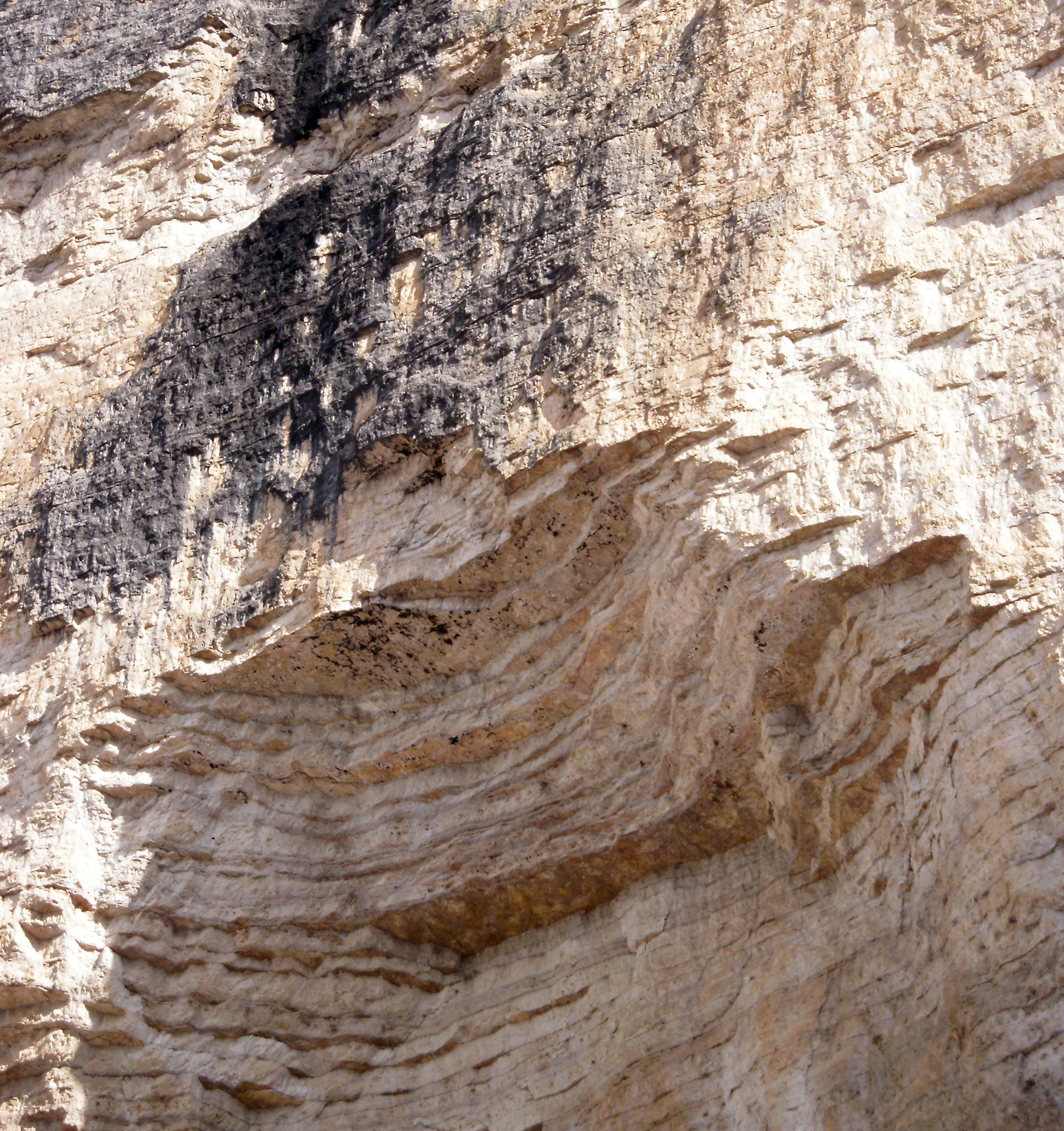
Північна стіна Західної Цінне. Добре видно горизонтальні шари. В цьому місці каменепади утворили нависаючий до 40 метрів купол. Над ним ціанобактерії пофарбували камінь у чорний колір.

Три Зубці складені так званим головним доломітом, який відклався у Тріасовий період десь 200–220 мільйонів років тому в процесі седиментації на мілководді стародавнього океану Тетіс. Як викопні рештки в ньому переважно присутні залишки морських організмів, таких як мегалодонти та черевоногі. Внаслідок припливів та інших змін рівня моря, які спричиняли змінні періоди затоплення та висихання, та одночасного поступового пониження рівня дна, осади відкладатися шарами. Тому камінь Трьох Зубців має чіткі та рівномірні пласти, в яких окремі шари доломіту розділені тонкими шарами глини.
Вертикальні тріщини разом з горизонтальними пластами спричинили прямокутні розломи, які можна добре побачити у кубічних уламках в осипах у підніжжі вертикальних стін. Суттєвим механізмом ерозії є вивітрювання, яке разом з постійними каменепадами часто веде до значних обвалів. Так у 1948 року відбувся значний обвал на південній стіні Великої Цінне, а у липні 1981 року обвалилась природна арка між Найменшою Цінне та Пройською вежею.
Причиною значних обвалів є нестабільність підґрунтя. Широке плато Цінне, яке лежить у основі гірської групи Трьох Зубців, лежить на основі з так званого шлернського доломіту (утворився у період між анізієм та карнієм), по верху якого лежить морена з Вюрмського заледеніння, складена більш схильними до ерозії райблськими пластами. Ерозія цих пластів поступово позбавляє кам'яні вежі Трьох Зубців їх фундаменту та веде до обвалів відритих частин, які вже не мають опори. Цьому процесу, який триває і досі, Три Зубці завдячують своїми вертикальними стінами та навислими куполами північних стін.

## Клімат, флора та фауна

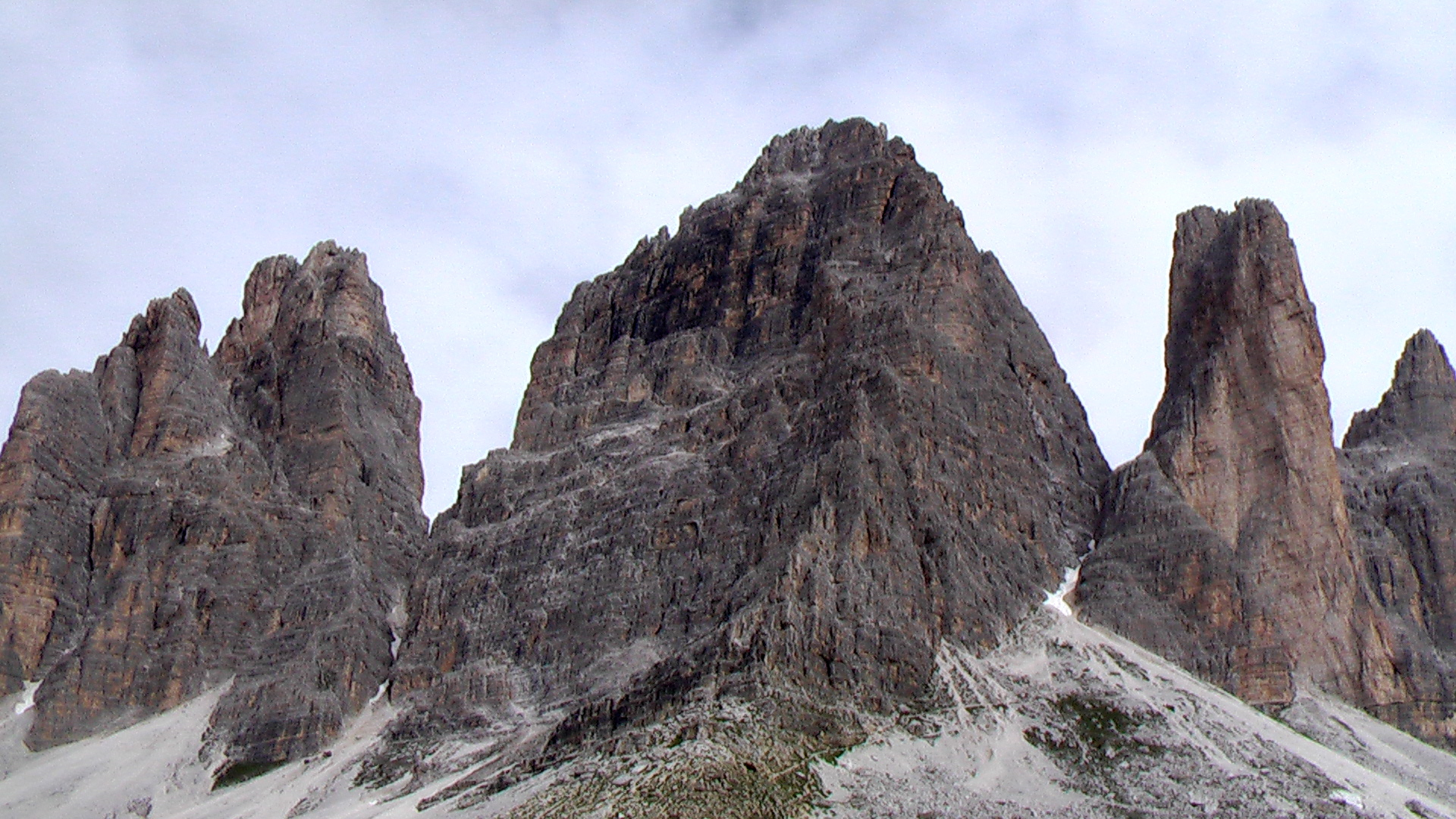
Три Зубці з півдня

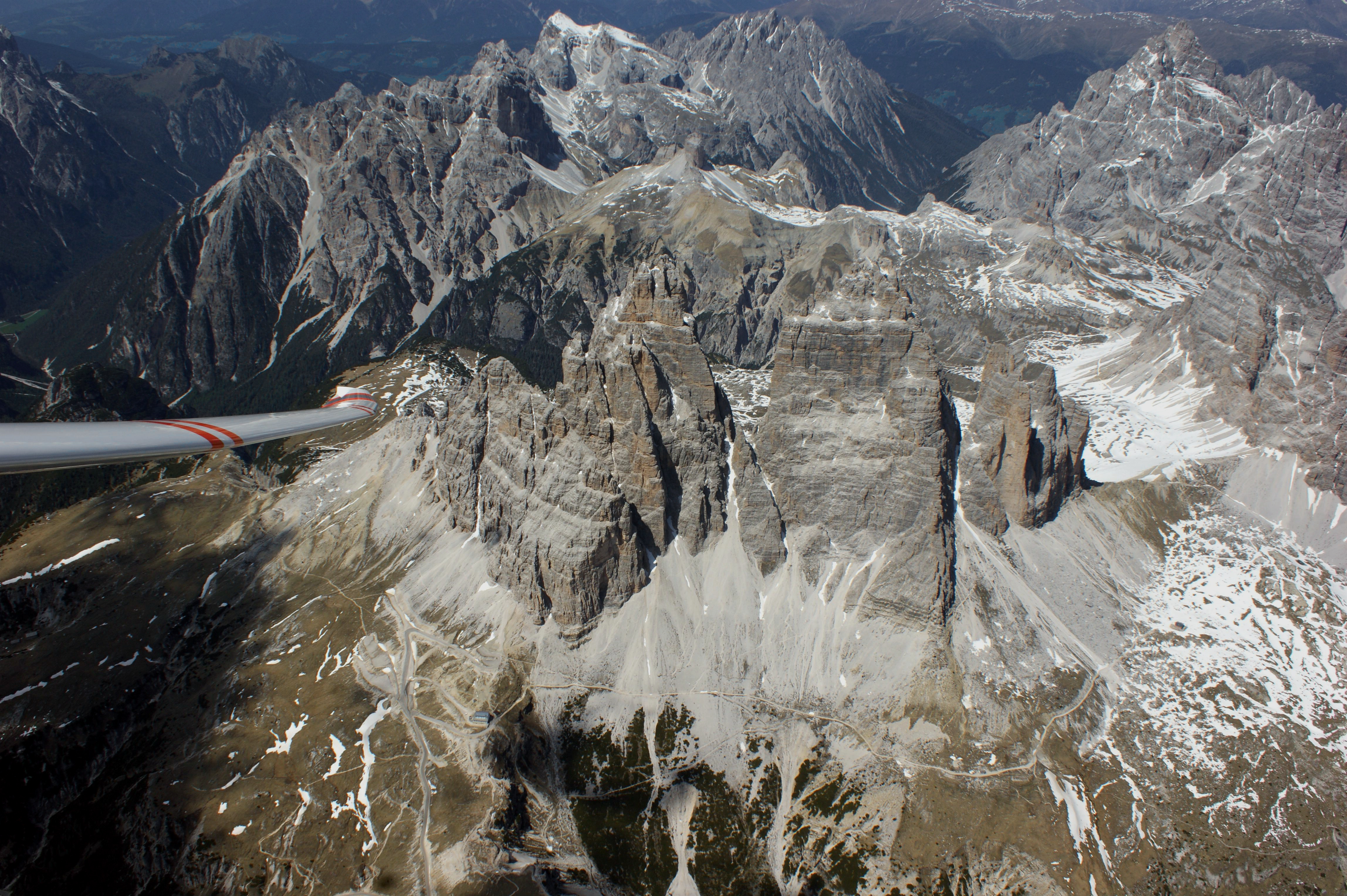
Південна сторона Трьох Зубців з повітря

Секстенські Доломіти з усіх сторін оточені іншими гірськими групами. Це захищене розташування мало наслідком сприятливі кліматичні умови для цієї висоти. Тим не менш тут і в середині літа можливі різкі погіршення погоди з похолоданням та опадами. У затінених каньйонах та під північними стінами сніг лишається до пізнього літа, а деколи і цілий рік, однак заледеніння тут не має.
Альпійську луки Райблської формації домінують на території довкола Трьох Зубців, яка належить до альпійської вистної поясності. Плато довкола Довгої полонини є однією з лише декількох ділянок природного парку, де дозволені пасовища. Альпійські пасовища, що стрижуться, і гірські пасовища характерні великим багатством квітів. Серед інших тут зустрічаються Campanula barbata, едельвейс та Gentiana clusii. Серед ссавців поширені бабак альпійський, на другому місці — заєць білий.. Іншим жителем цих місць є козиця звичайна, а от козел альпійський тут не зустрічається. Представниками птахів є куріпка полярна, крук та беркут, а деколи на цю висоту піднімається і пугач звичайний. Гадюку звичайну, зокрема її швейцарський різновид, можна тут знайти на незвичайній для рептилій висоті — до 2600 м.н.м.
Рослинність на великих осипах та південних схилах Зубців представлена рослинами арктичної пустелі, які пристосувались до життя на ділянках, які постійно рухаються. До них належать Linaria alpina, щавель щитковий, Noccaea rotundifolia, Potentilla nitida та Papaver alpinum. У тріщинах стін можна знайти Saxifraga squarrosa, Kernera saxatilis, Minuartia sedoides та рідкісну Paederota bonarota. На обривчастих тінистих північних стінах судинні рослини не зустрічаються, а рослинність представлена (крім деяких мохів та лишайників) великими килимами ціанобактерій, особливо на виступах вологи, у формі характерних «розчерків чорнилом». Єдиний ссавець, який піднімається тут до зони каміння, — полівка снігова, а птахи стінолаз та галка альпійська полюють тут на комах.

## Історія

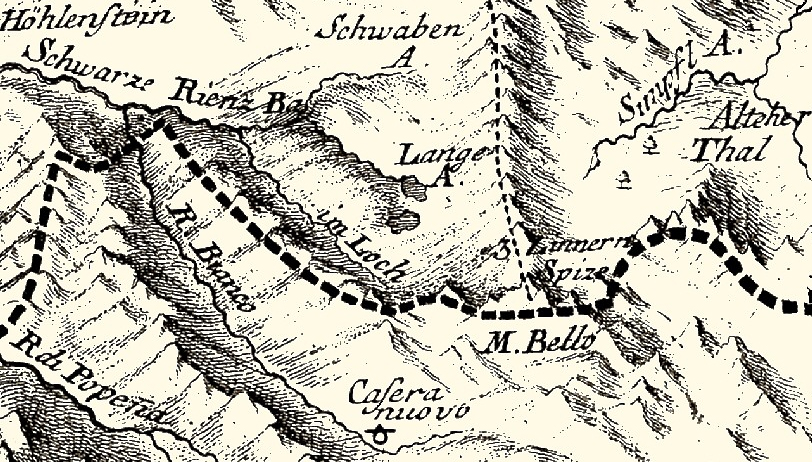
Три Цінне у Atlas Tyrolensis

### Перші підкорення

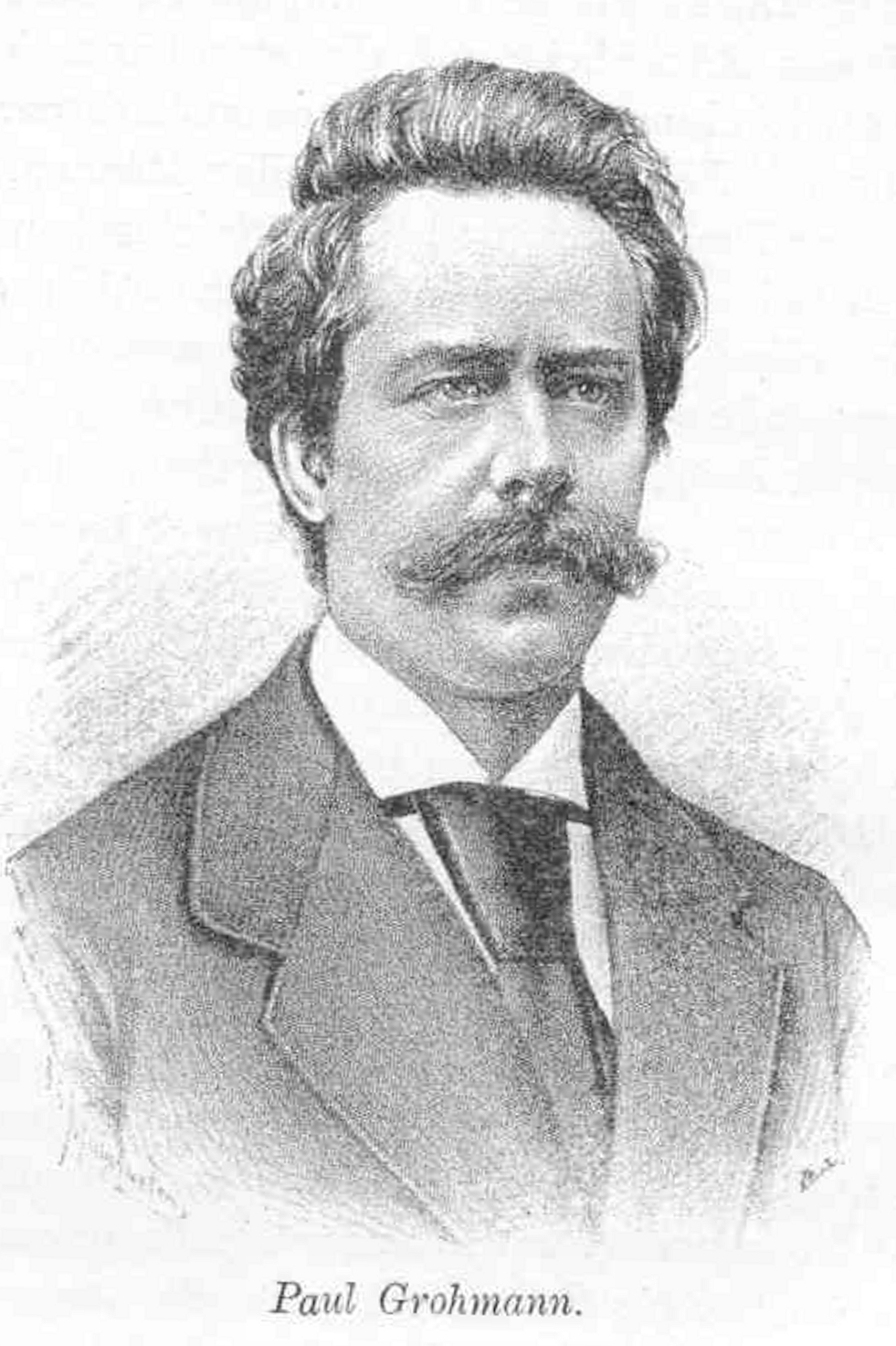
Пауль Грохманн, першопідкорювач Великої Цінне

На початку XIX ст. Доломіти (а з ними і Три Зубці) отримували мало уваги від альпіністів, оскільки в цей час йшло підкорення вищих гір Західних Альп. У центрі інтересу гори, більше призначені не для класичного альпінізму (пішого сходження), а скелелазіння, яке потребує технічних можливостей, опинились лише після 1850 року. Цьому сприяло підкорення гори Пелмо Джоно Боллом 1857 року та відкриття залізниці через перевал Бреннер 1867 року.

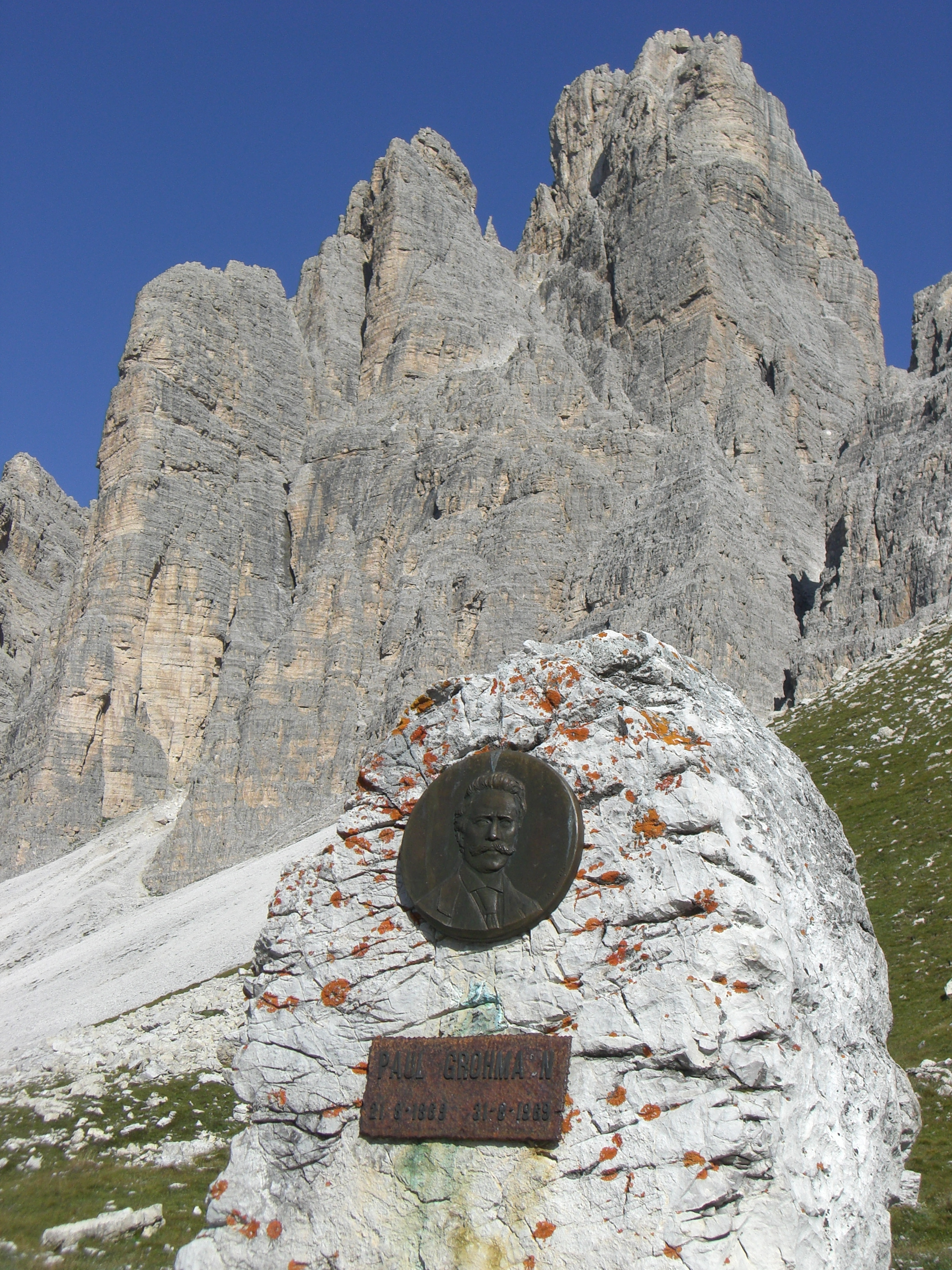
Пам'ятний знак про перше підкорення Великої Цінне на тропі між прихистком Ауронцо та сідловиною Патерн

Віденський альпініст Пауль Грохман підкорював Доломіти з 1862 року, відомий першим підкоренням Трьох Зубців, які він вважав видатними не через їх висоту, а через «сміливість їх форми». Для підкорення Великої Цінне у серпні 1869 року він залучив місцевих гірських гідів Франца Іннеркофлера та Петера Залхера. Франца Іннеркофлер, який вже раніше брав участь у перших сходженнях, привів групу на вершину гори 21 серпня 1869 року вже при першій спробі менше ніж за три години по сучасному стандартному маршруту (III), що майже відповідає сучасному рекомендованому часу проходження цього маршруту. На основі вимірів тиску атмосферного повітря Грохман визначив висоту вершини у 3015 м.н.м..
Західна Цінне через меншу висоту викликала менше зацікавленості і була вперше підкорена лише через 10 років, у серпні 1879 року. Спочатку Луїджі Орсоліна та Густав Грегер при сходженні у тумані прийняли уступ на південному схилі за вершину, а вже через декілька днів, 32 серпня, Міхель Іннерколфер, двоюрідний брат Франца, та Георг Плонер піднялися на найвищу точку та виправили помилку.
Мала Цінне з її обривчастими стінами довгий час вважалася неможливою для підкорення. Перші дві спроби 1878 року та 1881 року по північній стіні були невдалими. Але 25 липня 1881 року Міхель та Ганс Іннерколфери піднялися по південно-західній стороні на вершину всього за 1,5 години (сучасні путівники рекомендують 2–3 години). Це сходження мало найвищу складність скелелазіння з виконаних на той час (IV-й рівень складності) і було важливими етапом у розвитку скелелазіння на обривчастих скелях, яке має наголос на спортивному компоненті.

### Прокладення нових маршрутів
У перші роки після перших підкорень Трьох Зубців, на них продовжували сходжувати майже виключно по стандартним маршрутам. Так відбулися перші жіночі сходження (Анна Плонер 1874 року, друге сходження на Велику Цінне; Ада фон Сермонета 1882 року на Малу Цінне; пані Ескерт 1884 року на Західну Цінне). Перше сходження на одну з вершин Цінне без допомоги місцевих гірських гідів (Отто та Еміль Цігмонди, Людвіг Пуртшеллер та Гайнріх Кехлін на Малу Цінне 1884 року) вважається важливим етапом розвитку альпінізму без гідів. Вони не точно слідували маршрутом першопроходця, а знайшли новий варіант, який сьогодні є стандартним маршрутом.
На той час увага альпінізму зосереджувалась на сходженні на вершину з найменшими перешкодами, а пошук альтернативних нових складніших маршрутів дуже повільно завойовував прихильність. Лише у 1890 році був відкритий значимий новий маршрут при сходженні по північній стіні Малої Цінне Сеппом та Вайтом Іннерколферами і Гансом Гелверзеном, складність якого IV+ сьогодні лише на півпункта вища за стандартний маршрут, але тоді стало найважчим скелелазінням у Доломітах. У наступні роки було пройдено багато нових маршрутів. 1907 року сходженням по східній стіні Малої Цінне Отто Лангл та Фердинад Горн відкрили першим маршрут складності V. Дібонаканте, сьогодні найулюбленіший маршрут на Велицій Цінне, був вперше пройдений 1908 року Руде Еллером, але названий на честь Анжело Дібони, який пройшов його 1909 року. Маршрут Ганса Дюльфера 1913 року по західній стіні Великої Цінне довгий час вважався найскладнішим на Трьох Зубцях.

### Перша світова війна

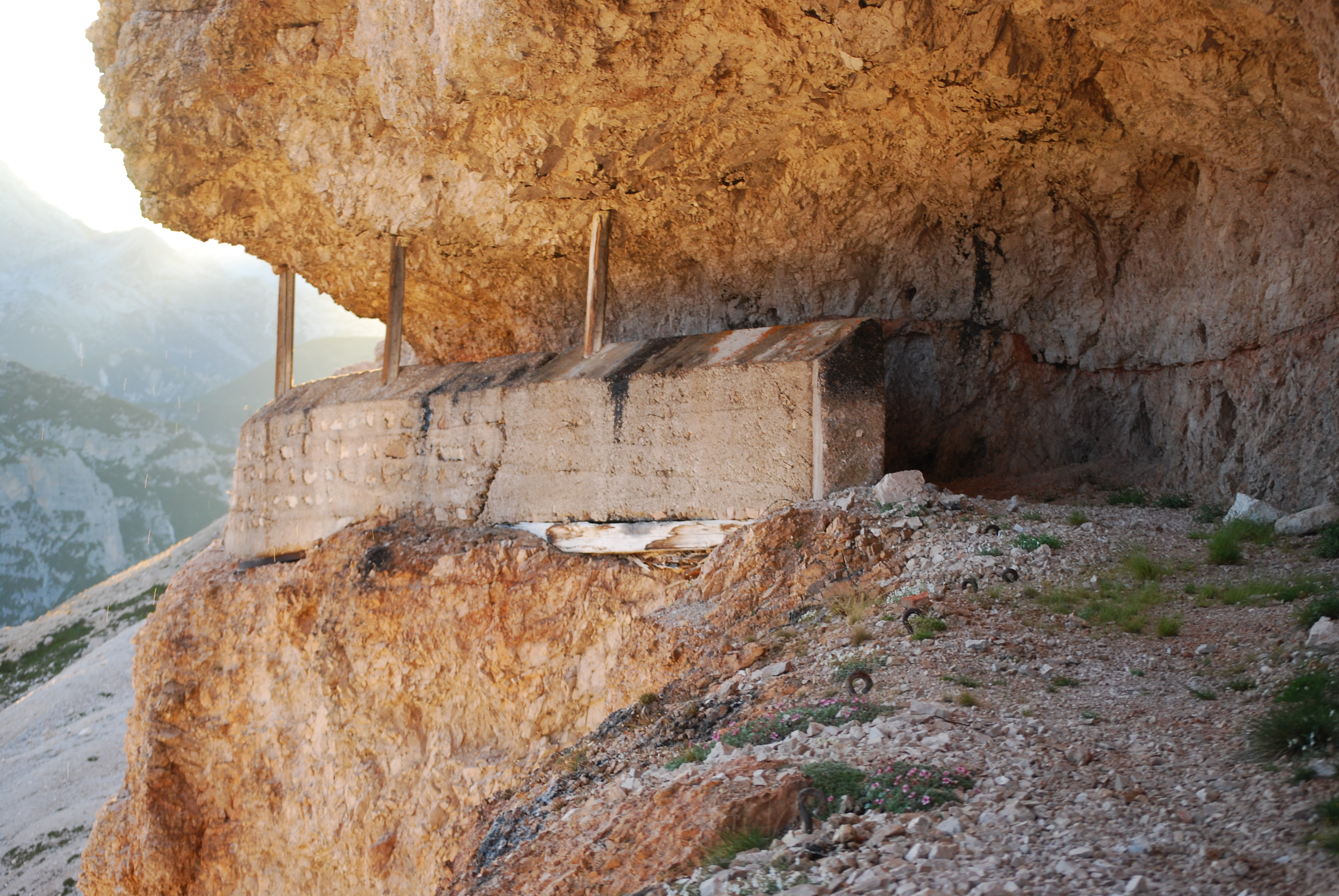
Залишки італійських військових укріплень поблизу прихистку Ауронцо

Після оголошення Італією війни Австрії 23 травня 1915 вже через декілька днів почалася Гірська війна вздовж лінії гора Патерн –сідловина Патернсаттел–Три Зубці–сідловина Кол ді Меццо, яка тоді буда державним кордоном та лінією фронту. 25 травня італійська артилерія знищила прихисток Три Зубці, а наступного дня австрійська артилерія здійснила наступ на утримуваний італійцями Патернсаттель. При цьому один патруль спробували досягти Східної Цінненшарте, щоб запобігти укріпленню італійських військ альпійськими стрільцями з сідловини Кол ді Меццо. Однак через заледеніння обривчастої місцевості це не вдалося, і того ж дня австрійські війська відступили з Патернсаттеля. За цим послідувало розширення італійських позицій, від Патернсаттелю до нижче Пройської вежі. На відміну від інших гір неподалік, напр. Патерну чи Тоблінгер Кнотен, в яких для війни були облаштовані значні укріплення та де відбувались військові дії, на Трьох Зубцях безпосередніх боїв майже не було. Натомість їх використовували як спостережні пункти стратегічного значення, використання яких було вимогливим до альпіністських навичок. У липні 1915 року італійська армія почала з великими зусиллями транспортувати прожектор на вершину Великої Цінне. В ніч з 14 по 15 серпня, він був введений в експлуатацію і підсвітив австрійські позиції на плато Цінне Також на верхню частину гори була доставлена пушка. На Шартах між Зубцями постійно розташовувались італійські патрулі.
В ході війни відбувся розвиток альпійських маршрутів поставок, які стали основою технічного розвитку транспортної мережі цього регіону. На південний схід від Великої Цінне 1928 року на шляху до Патернсаттелю були зведені військовий меморіал і каплиця Альпійських стрільців (італ. Cappella degli Alpini, 2314 м.н.м.).

### Північні стіни

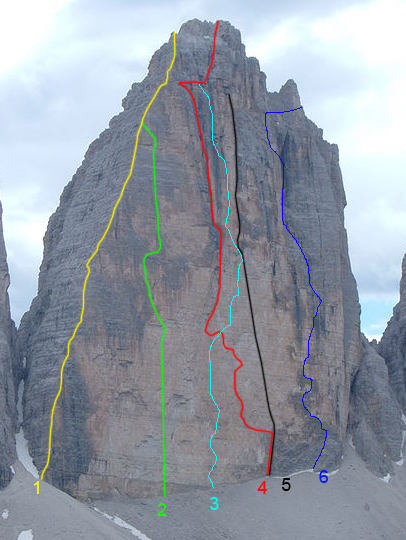
Відомі маршрути по північній стіні Великої Цінне: 1=Дібонаканте, 2=Віа Каміллотто Пелес'є, 3=Привид Цінне, 4=Хассе/Брандлер (Діреттіссіма), 5=Саксонський маршрут (Супердіреттіссіма), 6=Комічі/Дімай

У перші роки після завершення Першої світової війни на Трьох Цінне не відбувалось майже ніякої альпіністської діяльності. Лише у 1930-ті роки вперше з'явилася технічна можливість підйому на північні стіни Великої та Західної Цінне. Так 1933 року Фріц Демут, Фердінанд Перінгер та Серр Ліхтенеггер пройшли по північно-східному канту Західної Цінне (VI-й рівень складності), а у серпні того ж року Еміліо Комічі з Джованні та Анжело Дімаями вперше піднялись по північній стіні Великої Цінне (за три дня і дві ночі). При цьому вони використовували багато гаків та іншого технічного знаряддя, і тому їх стиль жваво обговорювався і засуджувався прихильниками класичного альпінізму як неетичний, сходження деякими з них вважалось «фарсом» та ознакою, що північну стіну неможливо пройти. Реагуючи на критику 1937 року, Комічі повторно пройшов маршрутом, але вже сам та переважно без мотузки.
1935 року вперше була подолана північна стіна Західної Цінне (Рікардо Кассіном та Вітторіо Ратті), що стало найважчим на той час маршрутом на Трьох Цінне. Того ж року на вершині Великої Цінне був встановлений триметровий залізний хрест.

### Діреттіссіма
Після Другої світової війни технічні допоміжні засоби, та зокрема шлямбури, стали більш легкодоступні. Це дозволило облаштування точок кріплення незалежно від природних структур каменю, напр. розривів, а з ними і прокладення прямих, орієнтованих на лінію падіння, маршрутів. 6–10 липня 1958 року Дітріх Гассе, Лотар Брандлер, Зігі Льов та Йорг Лене, використавши 180 скельних гаків та 14 шлямбурів, проклали прямий маршрут по північній стіні Великої Цінне. Ця Діреттіссіма (також Хассе/Брандлер) визначила скелелазіння наступних років, коли стиль діреттіссіми став ідеалом і всі намагалися прокласти маршрут найближче до «лінії падіння краплі». Перші діреттіссіми на Західній Цінне з'явились 1959 року — маршрут пам'яті Жана Козі та Швейцарський маршрут, який також став першим, прокладеним з торканням великого купола (з негативним ухилом). У січні 1963 року на Великій Цінне була пройдена Супердіреттіссіма (Саксонський шлях), яка вже маже не мала відхилень від лінії падіння. 1967 року було пройдено маршрут Віа Каміллотто Пелез'є на Великій Цінне, для чого знадобилось 340 шлямбурів, а 1968 року вперше було прямо пройдено через купол Західної Цінне.

### Сучасне спортивне скелелазіння

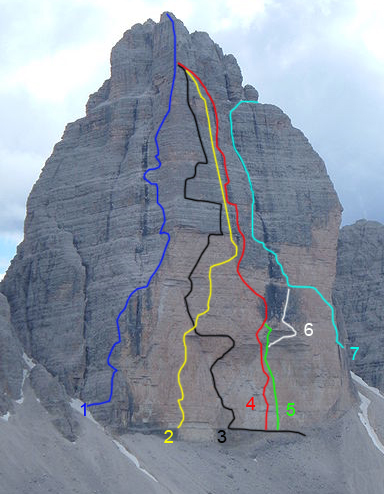
Деякі маршрути по Західній Цінне: 1 = Демутканте, 2 = Альпійська любов, 3 = Французький маршрут, 4 = Швейцарський маршрут, 5 = Беллавіста, 6 = Пан Арома, 7 = Кассін/Ратті

У 1970-ті роки сходження зі значною допомогою технічних засобів зазнавали все більшої критики, а ідея вільного скелелазіння набувала все більшої популярності. Тому розпочалися спроби пройти технічні маршрути по північних стінах Трьох Цінне без допомоги гаків. 1978 року так був пройдений маршрут Комічі, 1979 року — Кассін. У наступні роки відбулися сходження і по інших складних маршрутах, у тому числі 1999 року по маршруту пам'яті Жана Козі та 2003 року по Віа Каміллотто Пелез'є. Першим новим маршрутом вільного скелелазіння по північним стінам став 1988 року Рододендрон (Міхаль та Мірослав Кубаль), за ним послідували Привид Цінне 1995 року на Великій Цінне та Альпійська любов 1998 року на Західній Цінне. З пізніше відомим як Жовта стіна маршрутом Перли перед свинями (1996 р.) і Віа Нобіле (1997 р.) Курт Альберт і Стефан Гловац створили оснащений численними шляйбурами маршрути сучасного спортивного скелелазіння.
У березні 2000 року Александр Хубер відкрив Беллавіста, маршрут по краю купола Баур на Західній Цінне, оснащений лише скельними гаками. Це був перший альпійський маршрут XI-го рівня складності, який і до сьогодні лишається одним з найскладніших у світі маршрутів альпійського скелелазіння. 2007 року Губер проклав Пан Арома, маршрут тієї ж складності, але прямо по зоні купола.

### Серійні підйоми
Малі відстані між вершинами Трьох Зубців вже досить рано надавали можливість для здійснення серійних підйомів (фр. Enchaînement). Вже 1881 року Деметер Діамантіді з гідами Міхелем та Гансом Іннеркофлерами піднялися за один день на всі три вершини. 1955 року Готфрід Мейр та Тоні Еггер вперше піднялися за один день маршрутами Комічі та Кассін двома північними стінами, а 1961 Клаудіо Барб'є соло за один день піднявся по північних стінах всіх Трьох Зубців, а також Пунта ді Фрда та Пройської вежі. Томас Бубендорфер 1988 року за один день піднявся всіма трьома північними стінами Трьох Зубців, а також на вершини Мармолада та Пордойшпітце, однак стиль його сходжень був підданий критиці, адже він об'єднав маршрути за допомогою вертоліта. У 2008 році Томас Хубер скомбінував складні підйоми по північним стінам маршрутами Альпенлібе, Фантом Цінне та Етці зустрічає Йєті за один день, де він спускавя зв допомогою бейс-джампінга.
17 березня 2014 року швейцарці Улі Штек та Міхаель Вольлебен піднялися за один день трьома класичними маршрутами по північних стінах в зимовий сезон, поєднавши Кассін на Західній Цінне, Комічі на Великій Цінне та Іннерколфер на Малій Цінне

### Одиночні підйоми
Вже 1937 року Еміліо Комічі повторив сходження маршрутом по північній стіні наодинці, при цьому значну частину шляху він не користувався мотузкою. 1959 року Клаудіо Барб'є пройшов соло маршрут Кассін. При цих соло-підйомах ще вдавались до допомоги гаків, хоча 1972 року Ганс Маріахер піднімався по північнім стінам переважно вільно (тобто без технічних засобів). 2002 Александр Хубер піднявся соло вільно по Діреттіссімі Хассе/Брандлера, що тоді став одним з найскладніших підйомів в такому стилі в світі. Улі Штек 2010 року за один день соло вільно піднявся маршрутами Кассін на Пройську вежу, Жовта Канта на Малу Цінне та Комічі на Велику Цінне.

### Масовий туризм та маркетинг
У свідомості загалу Три Зубці до XIX ст. не мали особливої ролі, настільки, що на відміну від інших примітних скельних утворень, про Зубці не відомо ніякої легенди. У путівниках початку XIX ст. можна знайти лише загальний їх опис з великої відстані. Починаючи з другої половини XIX ст. верхів'я долини Пустер стали місцем літнього відпочинку. Певної міжнародної відомості Трьом Цінне надали описи подорожей «Доломіти» 1864 року Джосаї Гілберта та Дж. Ч. Черчіля та Незаймані піки і невідвідувані долини. Прогулянка Доломітами посеред літа 1873. Амелії Едвардс. Крім того, в цей час в моду ввійшли листівки з видами, які стали основою для швидкого зростання популярності Трьох Зубців за межами альпіністських кіл. У Голенштайні, єдиному поселенні долини з видом північні стіни Цінне, з'явився ряд люксових готелів.
Перша світова війна зупинила туризм, але зображення битв на плато Цінне підвищили впізнаваність гір. У військовій пропаганді Цінне з обох сторін використовувались як символи гір, як позначення кордону та фортеці. Відомим є фото поховання 1918 року Зеппа Іннерколфера, який загинув 1915 року на горі Патерн. Подання похоронної процесії на фоні Цінне слугували оголошенню Іннерколфера мучеником та зміцненню міфу гір. У наступні часи фашизму патріотичні південно-тірольскі рухи перетворили Три Цінне на ікону єдиного Тіролю, коли зображення гір отримали релігійну та політичну символіку. Особливий вклад у популяризацію вигляду Трьох Цінне зробила пейзажна фотографія, яка в цей час набула розквіту у Південному Тіролі. Най перший погляд політично нейтральні фото гір передавали політичне послання, яке відкрито у фашистській державі висловити не було можливо.
Вже з 1900 року відомі використання Трьох Зубців у рекламі. В першу чергу виробники харчової продукції з найближчого оточення використовують Три Зубці як частину назви: так містечко Добб'яко рекламує себе як «спільнота Трьох Зубців». А з 1998 року гірський забіг від Сестена до прихистку Три Цінне довжиною 20 км має назву «марафон Три Цінне». У рекламі масового туризму Південного Тіролю Три Зубці є частим сюжетом. А італійська пошта в межах серії «Туризм» випустила поштову марку з малюнком гір Стилізовані зображення Зубців можна побачити у логотипах багатьох фірм.

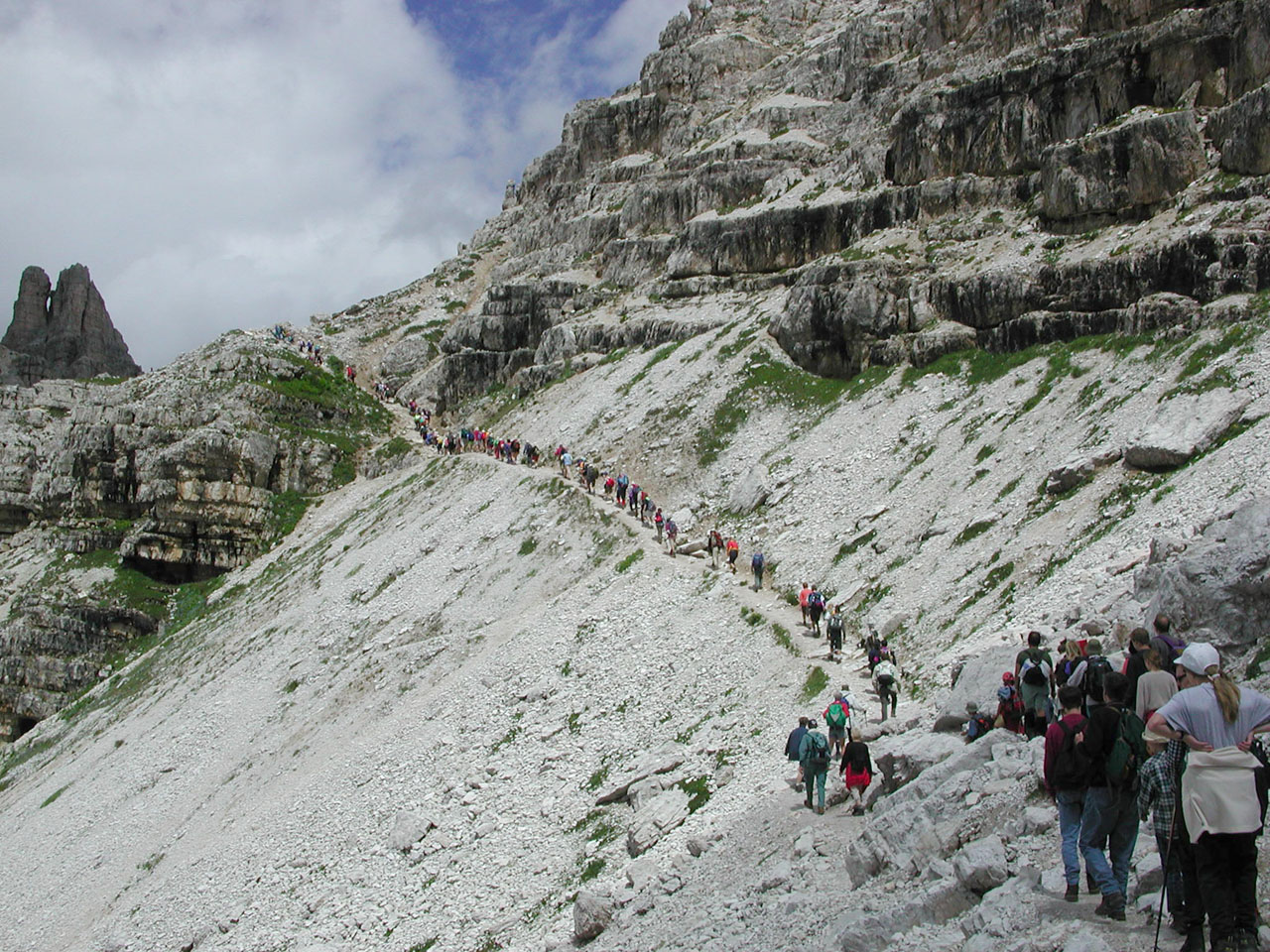
Туристи на шляху до прихистку Три Цінне

Пішохідний туризм пережив перший розквіт на початку XX століття. 1908 року більше 2000 людей відвідало прихисток Три Цінне, збудований 1881 р.. У час між світовими війнами туристичний потік залі збільшувався, а після Другої світової війни багато старих військових доріг були прилаштовані для туристичних цілей, що далі збільшило кількість відвідувачів.
Оточення Трьох Цінне є однією з найулюбленіших місць для пішохідного туризму в Доломітах, оскільки територія легко доступна по дорозі до прихистку Ауронцо. Шлях від прихистку Ауронцо до сідловини Патернсаттель та до прихистку Три Цінні дуже добре облаштований та має невеликий перепад висот. Він легкий для проходження навіть недосвідченими туристами, і тому в деякі дні на ньому утворюються справжні «пробки».